# A Second Face
A Second Face (Ein zweites Gesicht) ist ein von Jospin Le Woltaire entwickeltes Adventure-Computerspiel, das 2008 als Freeware veröffentlicht wurde. Es kann sowohl dem Fantasy- als auch dem Science-Fiction-Genre zugeordnet werden, wobei es auch Elemente des Cyberpunk aufweist.

## Handlung
„Im endlosen All kreist ein Planet um einen alten weißen Stern, dem er immer nur eine Seite zuwendet. Die andere ist in völlige Dunkelheit gehüllt. Auf beiden Seiten hat sich das Leben unterschiedlich entwickelt. Die helle Seite wird von den Strefis, den Kindern des Lichtes, bewohnt, während auf der dunklen Seite die Ugeltz herrschen, ein Volk der Nacht. Kein Ugeltz hat je einen Strefis zu Gesicht bekommen. Aus Legenden kennen sich jedoch beide Völker.“

Nach diesen einleitenden Worten beginnt das Spiel im Palast der dunklen Seite. Ugk, der gegenwärtige Herrscher des dunklen Reiches, hat seine beiden Söhne Rabokk und Torg zu sich gerufen, um sie auf die Suche zur Lösung des Energieproblems zu schicken. Die dunkle Gesellschaft ist auf einen Stoff namens Margin angewiesen, der die Energiequelle und gleichzeitig auch die Hauptwährung der dunklen Gesellschaft darstellt. Dieser Stoff ist knapp geworden, da er nicht mehr ausreichend gefördert werden kann. Ugk erhofft sich eine Lösung für das Problem in der Auffindung des legendären Lichtreiches, von dem man die Energie beziehen möchte. Er bietet demjenigen seiner Söhne seine Nachfolge an, dem es gelingt das Lichtreich zu finden.
Das weitere Geschehen findet in der Metropole der Ugeltz statt, deren Gesellschaft vom Geltzkult eingenommen ist, dem Glauben an Geltz, einen Gott der Fruchtbarkeit, der alles erschaffen hat. Viele sehen in der Existenz des Lichtreiches eine mögliche Bedrohung für ihren religiösen Kult. Die Stadt hat sich nicht nur durch die Marginknappheit in zwei Klassen aufgeteilt, eine Ober- und eine Unterstadt. In der Oberstadt wohnen wohlhabende Bürger, während die Unterstadt die Slums oder eine Art Ghetto verkörpern.
Der Spieler nimmt die Gestalt des Rabokk an, der sich in den Straßen der Stadt auf die Suche nach Licht begibt. Sein mit ihm verfeindeter Bruder Torg unternimmt hierbei alles, um seine Thronfolge zu verhindern. Zwischen Sklavenmärkten, dunklen Spelunken und der armseligen Unterstadt gerät Rabokk in subkulturelle Kreise, die ihn durch drogenartige Substanzen zu einer Erkenntnis verhelfen. Ab da beginnt der Spieler ein zweites Gesicht zu entwickeln. Er gerät in eine Orgie zu Ehren des Gottes der Fruchtbarkeit Geltz. Groth, eine Sklavenjägerin der Unterstadt und Konkubine des Geltz verrät ihn an seinen Bruder, der danach ein leichtes Spiel mit ihm hat...

## Spielprinzip und Technik
Die Spiellänge von A Second Face erstreckt sich über mehrere Stunden, die Spielmechanik unterscheidet sich kaum von der klassischer Adventure-Spiele: Das Spiel wird über ein Verb Coin Interface und ein inventory-basiertes Aktionssystem koordiniert, das es dem Spieler ermöglicht, interaktive Puzzles durch Aktionen oder Anwenden von aufgenommenen Gegenständen zu lösen, wodurch die Handlung vorangetrieben wird. Die nicht-lineare Spielweise, die es erlaubt, bestimmte Aufgaben im Spiel in unterschiedlicher Reihenfolge zu vollziehen und dennoch ans Ziel zu kommen, ist ebenfalls ein traditionelles Element. Das Spiel wird mehrfach durch eingebettete, cinematische Cutscenes mit Sprachausgabe unterbrochen, die Schlüsselhinweise auf neue Handlungselemente geben.
Trotz seiner traditionellen Point-and-Click Grundstruktur weist das Spiel einige innovative Spielmechaniken auf:
Die offene Dialogsteuerung in Form einer Textbox ist ein Retro Element, das aus der ersten Adventure-Generation implementiert wurde und durch stichwortartige Eingabe ein kaum beschränktes Maß an Dialogoptionen ermöglicht. Dadurch gestalten sich sämtliche Dialoge mit Charakteren im Spiel sehr offen und die Handlung wird an keiner Stelle direkt vorgegeben. Dies wurde in Adventure-Spielen seit Anfang der 1990er-Jahre so nicht mehr umgesetzt, da die obligatorische Benutzung der Tastatur in Spielerkreisen zunehmend unbeliebt wurde.
Der zwanglose Umgang mit sexuellen Elementen im Spiel fällt ebenfalls auf. Hingegen werden diese Elemente nicht zur Steigerung des Spielreizes eingesetzt, sondern der Spieler besitzt stets eine intellektuelle Distanz, wie sie in einigen Filmen von Pier-Paolo Pasolini anzutreffen ist. Jene ständige Distanz zum Umfeld ist die Grundlage für die parabolische Deutbarkeit, die eben nur aus der Distanz heraus wirken kann. Dies wirkt sich auch auf bestimmte Aktionen in bestimmten Umfeldern aus, in der der Spieler eben nicht das machen darf, was alle sofort vermuten würden.

### Grafik
Die dreidimensionale Spielarchitektur hält sich im Gegensatz zur zeitgenössischen Hintergrundgestaltung an puristische Überlegungen und erinnert an Le Corbusiers Baustil oder den Bauhaus Stil. Es werden keine Ornamente an den virtuellen Gebäuden eingesetzt, stattdessen steht die kubische, räumliche Wirkung im Vordergrund des Geschehens. Die zweidimensionalen, handgezeichneten Charaktere werden farblich mit dem Hintergrund vereinheitlicht, was zu einer in Blau- und Violetttöne getauchten Spielwelt führt. Kleidungselemente der Spielcharaktere weisen surreale Züge auf, die manchmal das Gesicht einer Spielfigur stark deformieren. Den dunklen Tönen stehen plötzlich auftretende, blendend helle Hintergründe gegenüber, die an ausgewählten Stellen sparsam eingestreut werden, wenn sich Brüche in der Handlung bemerkbar machen.

## Entwicklungs- und Veröffentlichungsgeschichte

### Parabolischer Inhalt
A Second Face ist recht schnell als Metapher gegen den Konsumismus aufzufassen. In einer dunklen Gesellschaft voller Sklaverei, Gier, religiöser Zwänge, sexueller Extremität und grenzenloser Armut bewegt sich der Spieler ambivalent auf einem Pfad des Lichtes, den er ständig zu erkennen vermag.
Ständig gibt es Anspielungen auf extreme Seiten des Lebens. Der Nachtwelt wird eine Tagwelt entgegengestellt, das Männliche bekommt ein weibliches Gegenüber, die Nacktheit an mehreren Stellen steht im Gegensatz zur bizarren Überkleidung der Charaktere, der Reichtum der Oberstadt steht im krassen Gegensatz zur Armut der Unterstadt. Diesen Extrem-Elementen sind vermittelnde Elemente gegenübergestellt, die einen überleitenden Charakter haben. Die zwittrige Gottheit Geltz weist beide Geschlechtsmerkmale auf, es ist von einer Zwischenzone zwischen Tag und Nacht die Rede, androgyne Charaktere tauchen an Schlüsselpositionen auf, an denen die Handlung plötzlich unbestimmbar wird.
Der Autor selbst weist in diesem Zusammenhang ausdrücklich auf die bewusste Intention hin, ein Gleichnis in Form eines Computerspiels erzeugen zu wollen:

„A Second Face versucht eine Antwort auf all das zu geben, was sich zwischen den Polen des Lebens befindet.“

### Fortsetzung
Seit 2009 ist die Fortsetzung von A Second Face angekündigt. Auf der Homepage des Developers gibt es dazu einen Blog auf dem Trailer Material und Screenshots veröffentlicht wurden. Die Fortsetzung spielt auf der Lichtseite des Planeten und trägt den Arbeitstitel „May the Sun light your Path“.

## Rezeption
Das Spiel erhielt 15 Nominierungen für den AGS Award 2008 und ist damit das einzige Spiel in der Geschichte der Auszeichnung, das in so vielen Kategorien für den Preis vorgeschlagen wurde. Es konnte in folgenden Kategorien drei Auszeichnungen gewinnen: bestes Spiel 2008, beste Story 2008 und beste Hintergrundgestaltung 2008.